# هارولد هاوکینز (ورزشکار)
هارولد هاوکینز (انگلیسی: Harold Hawkins; ۲۲ ژوئیهٔ ۱۸۸۶ – ۱۶ ژوئن ۱۹۱۷) ورزشکار اهل بریتانیا بود.
وی در مسابقات کشوری و بین‌المللی در مجموع برندهٔ ۱ مدال نقره شده‌است.